# Кучеренко Сергій Петрович
Кучеренко Сергій Петрович (нар. 22 серпня 1961, Одеса) — український футболіст, тренер. У нього є син Сергій Кучеренко, який теж є футболістом.

## Клубна кар'єра
Вихованець одеського «Чорноморця» Одесі. У 1980 році став гравцем «Ниви» з Підгайців Тернопільської області. Частину наступного сезону провів у хмельницькому «Поділлі». Чотири роки був гравцем «Зірки» (Кіровоград). Потім захищав кольори клубів «Північ» (Мурманськ) та «Спартак» (Рязань), а потім повернувся в кіровоградську команду. Футбольну кар'єру завершив «Динамо» (Одеса).

## Тренерська кар'єра
Після відходу з 1990—1998 він тренував любительський колектив в друкованій Одесі та спонсором футбольної школи для дітей. З 1998 року він тренувався в DSSz Чорноморець Одеса, а з 1999 року DFK Чорноморець Одеса. Влітку 2004 року він був запрошений в ФК Поділля (Хмельницький), який служив як розвідник клубу. У січні 2005 року він був призначений головним тренером Поділля. У березні 2007 року він прийняв пропозицію провести Спартак (Івано-Франківськ). З року 2007 по вересень 2008 року, він тренувався Десна Чернігів. З 2009 працює в тренерському штабі клубу узбецької Маш'ал.